# Unidentia sandramillenae
Unidentia sandramillenae is een slakkensoort uit de familie van de Unidentiidae. De wetenschappelijke naam van de soort werd voor het eerst geldig gepubliceerd in 2017 door Korshunova, Martynov, Bakken, Evertsen, Fletcher, Mudianta, Saito, Lundin, Schrödl en Picton.